# Chan Tuman
Chan Tuman (arab. ‏خان طومان‎) – miejscowość w Syrii, w muhafazie Aleppo. W spisie z 2004 roku liczyła 2781 mieszkańców.

## Historia
Miejscowość powstała na bazie karawanseraju założonego w 1189 roku przy drodze do oddalonego o 15 kilometrów Aleppo.
Wojna w Syrii
Z racji położenia w pobliżu strategicznej drogi M5, Chan Tuman zostało dotknięte działaniami zbrojnymi wojny w Syrii. Miejscowość była zajmowana przez „mudżahedinów” z formacji Ahrar asz-Szam i Dżabhat an-Nusra; 20 grudnia 2015 odbita przez syryjską armię. 6 maja 2016 miejscowość została ponownie zdobyta przez koalicję dżihadystów – w tym boju zginęło 17 syryjskich żołnierzy i 30 terrorystów, w tym zamachowiec samobójca. Kilka dni później opustoszałe Chan Tuman zostało doszczętnie zniszczone serią bombardowań.
Syryjska armia ponownie odzyskała Chan Tuman 29 stycznia 2020.